# 司法・行政省
司法・行政省（しほう・ぎょうせいしょう）は、クロアチアの行政機関のひとつ。2020年7月22日の国家行政組織法により、旧司法省と旧行政省が合併して発足した。日本では法務・行政省と訳されることもある。旧司法省の法の整備、民刑事や商事などの制度の施行及び紛争解決、行政訴訟、司法警察と旧行政省の国の行政制度及び行政管理、公務員制度、地方自治、地方の分散化、選挙制度、行政手続などを所管する。

## 組織
- 大臣室（大臣の内閣）
- 事務局
  - 予算及び財務の管理部門
  - 会計部門
  - 法務・一般（総務）・技術部門
  - IT・インフラ部門
  - 司法インフラ部門
- 司法組織総局
  - 司法行政部門
  - 組織規制・公証人部門
  - 司法機関の警備部門
    - 司法警察
- 民事・商事・行政総局
  - 民事・商法規制部門
  - 二審手続き及び行政法規制部門
    - 戦略的プロジェクト及び行政法規制に関するサービス

  - 土地登記及び物権部門
- 刑事法総局
  - 刑事法局
  - 記録・恩赦・被害者と証人サポート部門
- 欧州問題・国際及び司法協力・汚職防止総局
- 政治制度・行政総局
  - 政治制度及び行政部門
    - 政治・選挙制度局
    - 行政監督局

  - 地方自治部門
  - 民事地位及び行政手続きの近代化部門
  - 非営利法人部門
- 公務員制度総局
- 人権倫理総局
- 刑務所制度・保護観察総局
- 司法・行政検査総局
- 戦略的開発及びプロジェクトの独立部門
- 司法とデジタル化のための独立部門
- 公共調達の独立部門
- 内部監査の独立部門